# Großsteingräber bei Vilz
Die Großsteingräber bei Vilz waren drei megalithische Grabanlagen der jungsteinzeitlichen Trichterbecherkultur bei Vilz, einem Ortsteil von Tessin im Landkreis Rostock (Mecklenburg-Vorpommern). Heute existiert nur noch Grab 1. Es trägt die Sprockhoff-Nummer 366. Die beiden anderen Anlagen wurden im späten 19. oder frühen 20. Jahrhundert zerstört.

## Lage
Grab 1 befindet sich im Südosten von Vilz, direkt an der Nordseite der Gnoiener Chaussee. Die Gräber 2 und 3 befanden sich nach Friedrich Schlie etwa 500 Schritt (ca. 380 m) nordöstlich der Kirche von Vilz auf einem Feld und lagen 200 Schritt (ca. 150 m) voneinander entfernt. 2,8 km ostnordöstlich von Grab 1 befindet sich das Großsteingrab Kowalz.

## Beschreibung

### Grab 1

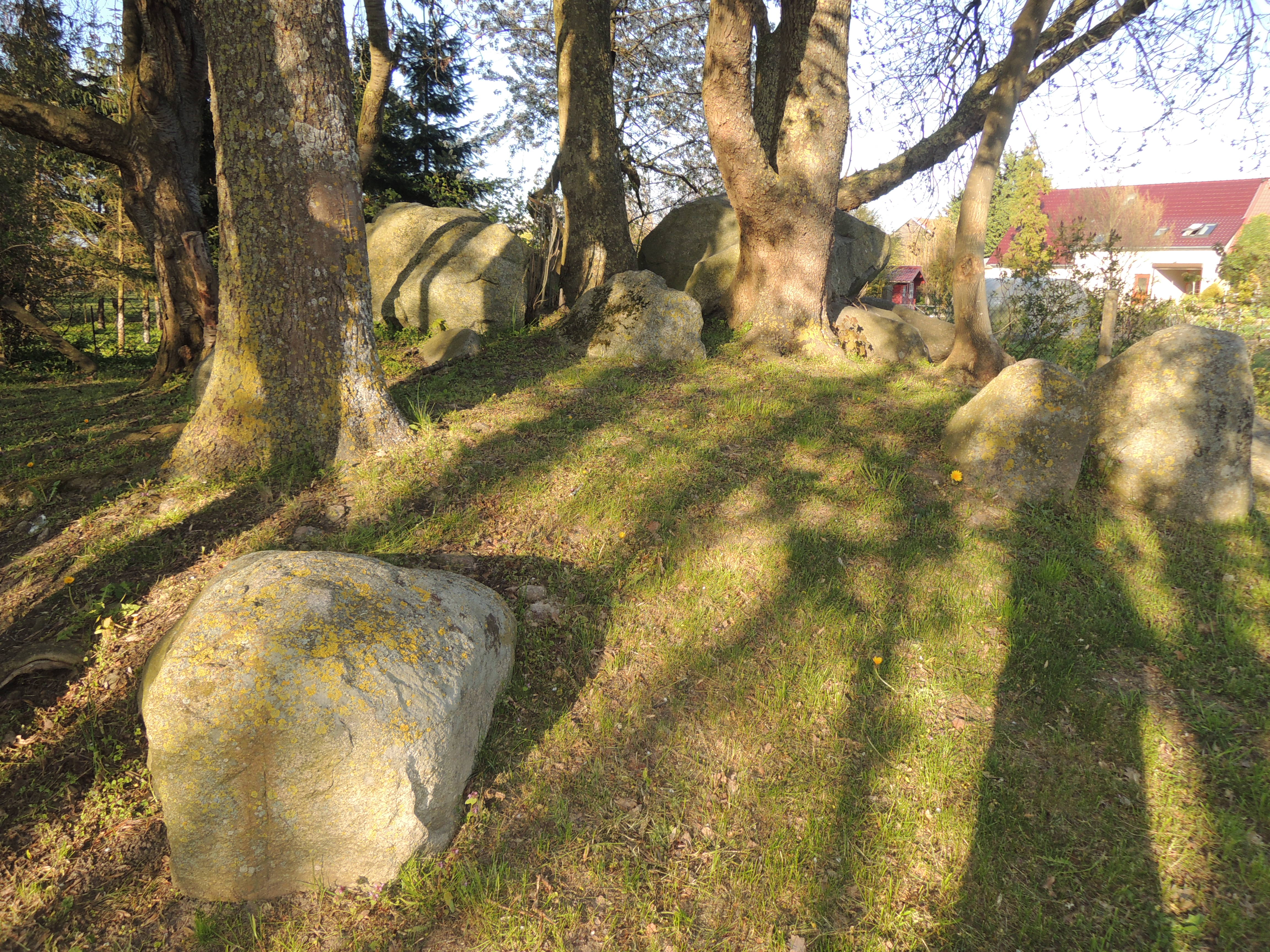
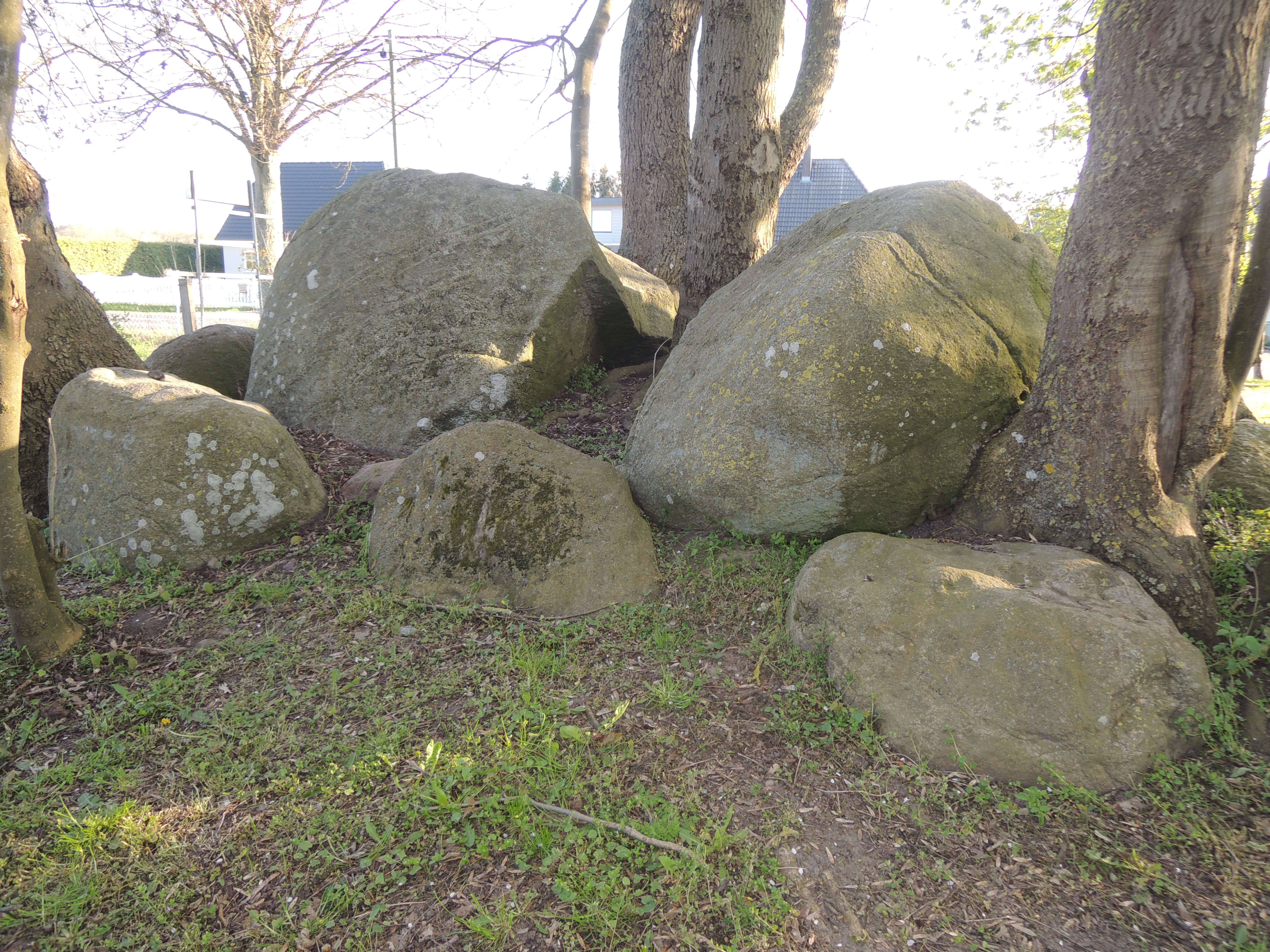
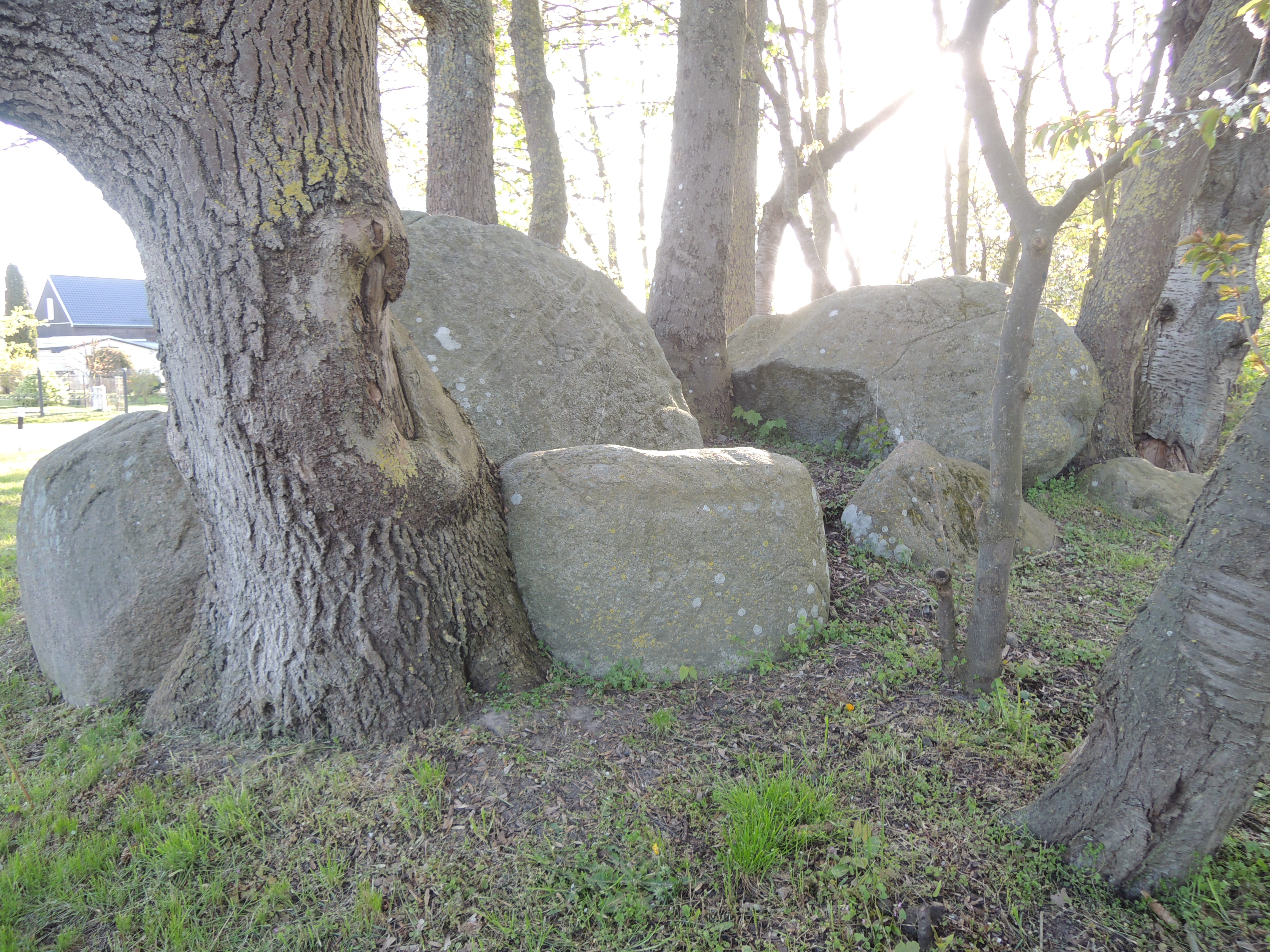
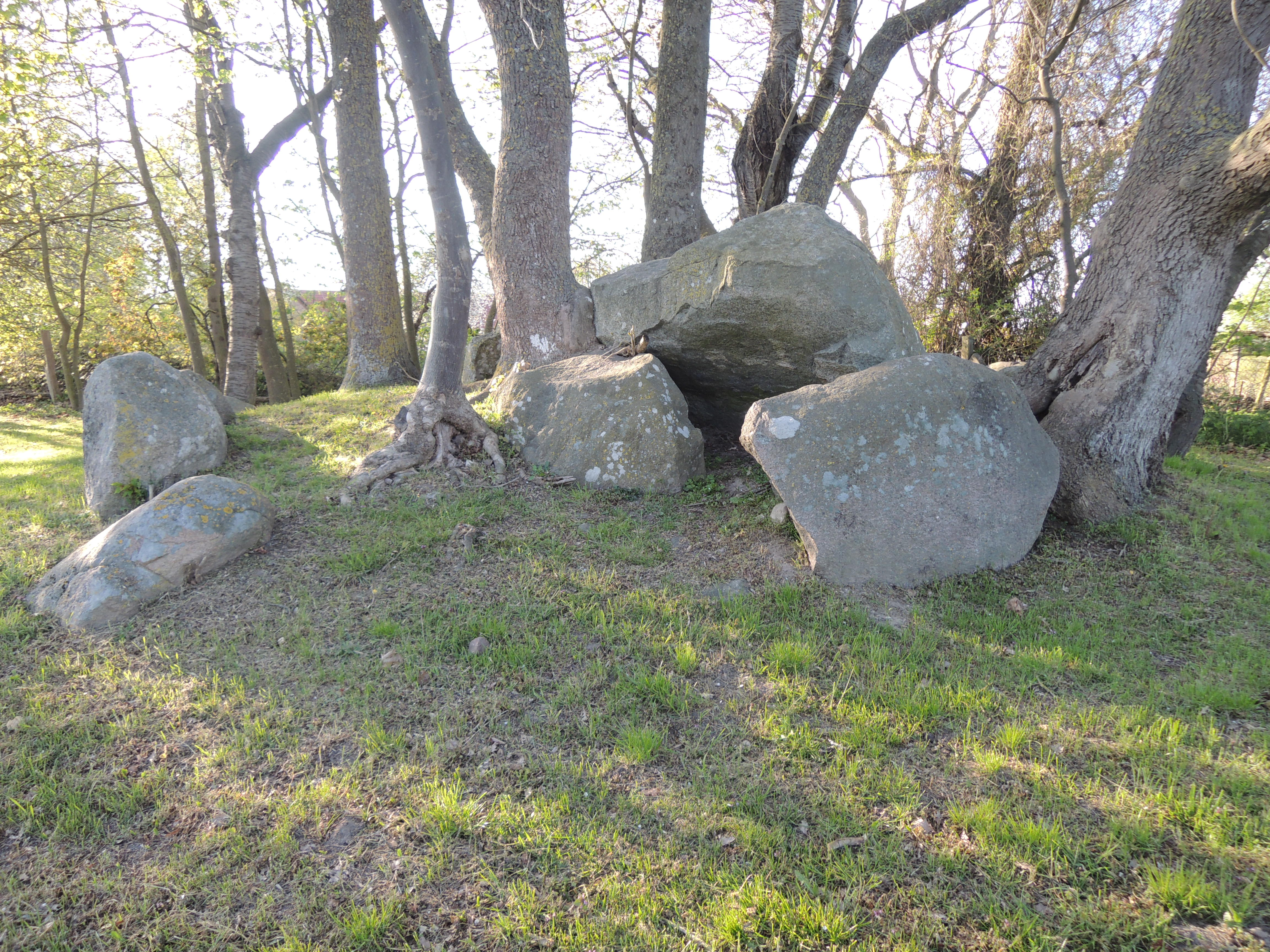

Das Grab besaß ursprünglich ein nordwest-südöstlich orientiertes, rechteckiges Hünenbett, von dem sich nur noch Teile der Umfassung erhalten haben. Es stehen noch vier Steine der nordöstlichen Langseite in einer Reihe. Bei der ebenfalls nordwest-südöstlich orientierten Grabkammer handelt es sich um ein Ganggrab vom Untertyp Holsteiner Kammer. An den Langseiten sind jeweils drei Wandsteine erhalten, die bis auf den südlichsten Stein der Südwestseite noch alle in situ stehen. Auch der nordwestliche Abschlussstein steht in situ, der südöstliche ist verschoben. Von den ursprünglich drei Decksteinen sind noch zwei vorhanden. Der südöstliche ist der größere. Er hat eine Länge von 2,6 m, eine Breite von 2,3 m und eine Dicke von 1,3 m. Der Stein ist in zwei Teile zerbrochen und weist zahlreiche Schälchen auf. Auf dem zweiten Deckstein ist ein Schälchen erkennbar. Die Kammer hat eine Länge von 4 m und eine Breite von 2 m. Zwischen den beiden nordwestlichen Wandsteinen der südwestlichen Langseite befindet sich eine Lücke, die wohl den Zugang zur Kammer markiert. Vom vorgelagerten Gang haben sich keine Steine erhalten.

### Grab 2
Grab 2 war nach Schlie ost-westlich orientiert. Es besaß eine Hügelschüttung, in der sich eine kleine Grabkammer befand, bei der es sich nach Ewald Schuldt um einen Urdolmen handelte. Sie bestand aus zwei länglichen und zwei schmaleren Wandsteinen. Der Deckstein war abgewälzt. Die Kammer hatte eine Länge von 1,5 m und eine Breite von 0,75 m. Im Umfeld der Kammer lagen verschleppt mehrere weitere Steine, wohl von einer Umfassung. Zudem waren die Standlöcher weiterer entfernter Steine auszumachen.

### Grab 3
Grab 3 besaß nach Schlies Beschreibung ebenfalls eine Hügelschüttung. Er konnte noch einen gespaltenen Deckstein sowie einige weitere, meist verschleppte Steine ausmachen. Angaben zu Ausrichtung, Maßen und Typ der Kammer waren nicht mehr möglich.

### Funde
1854 wurden dem Verein für mecklenburgische Geschichte und Altertumskunde zwei Dolch- oder Lanzenspitzen geschenkt, die „in einem Hünengrabe zu Vilz bei Tessin“ gefunden worden sein sollen, ohne dass klar ist, in welchem der Gräber. Auch das Material wurde nicht vermerkt.